# Ikepod
Ikepod es un fabricante de relojes  de pulsera especializado en modelos conceptuales. Originalmente producidos en Suiza, sus relojes pasaron a fabricarse en Hong Kong, utilizando movimientos de cuarzo Miyota.

## Historia
Ikepod es una empresa relojera suiza fundada en 1994 por Oliver Ike y Marc Newson, famosa por sus icónicos relojes de diseño en forma de disco. Los Ikepods fueron de los primeros relojes que iniciaron la ola del diseño de gran diámetro en el año 2000, con cajas de oro, plata, acero, platino y titanio, y exclusivas ediciones limitadas que rozaban los límites del arte.
Newson e Ike dejaron la empresa y la marca fue adquirida en abril de 2017 por tres nuevos inversores de Mauborget, Suiza. El nuevo director general, Christian-Louis Col, anunció que los nuevos Ikepods mantendrían sus elementos de diseño originales, si bien omitiendo las complicaciones técnicas de las cajas originales. Además, ya no se producirían en Suiza, sino en Hong Kong, y estarían equipados con movimientos de cuarzo Miyota japoneses para hacerlos más asequibles.
Los nuevos Ikepod fueron diseñados en Suiza por Emmanuel Gueit, el diseñador de relojes suizo responsable del Audemars Piguet Royal Oak Offshore. Los nuevos Ikepods incluyen un reloj de 42 mm de diámetro con solo la hora, llamado Duopod, y un modelo con cronógrafo en una caja de 44 mm, llamado Chronopod. Los nuevos modelos se basan en los Ikepod Horizon y Hemipode originales. Los nuevos modelos presentan las mismas formas elípticas, cajas de acero 316L y las correas originales de silicona hiperalergénica. La compañía afirma que sus Duopods y Chronpods se parecen más a los relojes de 39 mm y 41 mm debido a la ausencia de asas externas y a la forma en que la caja se estrecha en los bordes. El Ikepod se relanzó en la plataforma de micromecenazgo Kickstarter el 18 de septiembre de 2018.

## Clientes
- El rapero estadounidense Kanye West ha tenido un Ikepod.[12]